# Playa de San Cristóbal
La playa San Cristóbal o La China está situada en el municipio español de Almuñécar, en la provincia de Granada, comunidad autónoma de Andalucía. Posee una longitud de 1050 metros y un ancho promedio de 50 metros.